# Bubani
Bubani – wieś w Chorwacji, w żupanii istryjskiej, w gminie Kanfanar. W 2011 roku liczyła 56 mieszkańców.